# Hongshanornithidae
Hongshanornithidae — вимерла родина птахів, що існувала у ранній крейді на території Східної Азії. Всі відомі скам'янілості, що належать представникам родини, знайдені в Китаї у провінціях Ляонін та Внутрішня Монголія. Це були невеликі пташки, вони мали непропорційно довгі ноги, що характерно для навколоводних болотних птахів. Швидше за все на щелепах у них були зуби.

## Див.також
- Список викопних птахів